# 国家の承認
国家の承認（こっかのしょうにん、英語: Diplomatic recognition）とは、ある国家の政府が、新たに成立した別の国を正式に主権のある国家であると認めることを指す。ただし、国家の成立の方法や承認の条件などについて学説による対立がある。

## 概説
分離独立や国家の分裂などにより、新しい国や政府が誕生した際に、他国はその国を主権国家としての法的な権利を認めることの表明を行う場合がある。その表明が国家の承認である。承認の方法には、広報的な表明である明示的な承認と国際機構への加盟を認める黙示的な承認の二種類がある。国家の承認の要件には、実効性の要件としての「国家の三要素」（領域・住民・実効的支配）が慣習国際法の観点から考えられている。
国家承認・政府承認は、いずれも個別的なものである。ある国 (A) が特定の国 (B) を国家として承認しても、そのことは第三の国 (C) が特定の国 (B) を国家として承認するかどうかには影響を与えない。

## 政治性
実際に、国家の承認は、承認する側の政治的な背景により判断が大きく、如実に関係する。そのため、国家の要件を満たしているにも拘らず、多数の国家から承認を得られていない国家も存在する。その例として、中華人民共和国と中華民国（台湾）の択一関係が挙げられる。
中華人民共和国と中華民国は、中国全土（中国と台湾がそれぞれ実効支配している全ての領土）の領有権を主張している。どちらかの政府を承認することは、その対象国の領有主張を是認することを前提とするものとなり、もうひとつの政府との敵対関係を示すこととなってしまう。そのため、「両方を承認する」のは困難となり、政治的力関係からより有力な側のみ承認するということになりがちである。
同じような例はほかに、モロッコと西サハラなどがある。一方で大韓民国と朝鮮民主主義人民共和国はお互いに相互の支配領域を含む領域の領有権を主張しているが、多くの国は両国が実効支配している範囲をそれぞれの領土として、両国を国家と承認している。

## 国家承認と政府承認
国家に関わる承認は、三つの異なる様相があるとされる。一つは同じ地域に先行する国家がない場合で「国家承認」と呼ばれる。もう一つは、同じ地域に先行する別国家があった場合であって「政府承認」と呼ばれる。また、内戦などで事態が確定しない間、暫定的に行われる「交戦団体承認」もある。
なお、一つの国家に二つの中央政府が出現するに至り両者の実効支配する地域が長期にわたって固定された事例としては台湾問題がある。その場合、各国はいずれかの政府を承認するか、もしくは、もう片方を新国家として承認するのか選択を迫られる。

### 国家承認
新たな国家が成立した場合に、その国家を国際法において主体的存在としての国家であることを認めることを国家承認（こっかしょうにん）という。具体的には、無政府地帯の新規政府樹立や既存国家の一部地域の分離独立（国家の独立）などの場合を意味する。

### 政府承認
それまで国家を統治してきた政府が、革命・クーデター・内戦などによって崩壊した後、異なる勢力が当該国家を代表する政府を名乗った場合や、同じ地域に先行する国家があった場合に、新国家・新地方政府を名乗る政府が樹立される場合もある。こうした場合に、その政府を正式な政府と認める場合には政府承認が行われる。憲法に基づく政府交代など、正当な国内手続きを踏んだ新政府の成立の場合は、承認問題が発生することはほとんど無い。

### 交戦団体承認
南北戦争等のように、大規模な反乱や内乱が持続した場合や、別の都合により政府としての承認を行わない場合には、政府と承認しない勢力に対して、本来の正統な政府と同等の交戦当事者として資格が与えられる場合がある。戦闘中における戦争法規（ハーグ陸戦条約、ジュネーヴ条約など）の遵守や和平交渉を行うためである。交戦団体承認を行った国家もその内戦に関して国家間の戦争と同等の義務を負うことになる。
ただし、現在の戦争法規（慣習法、ハーグ陸戦条約、ジュネーヴ諸条約 (1949年)など）は適用領域を内戦にも拡大していることもあり、正統政府が、反乱団体に対して敢えて、広範な権利付与を伴う交戦団体承認を行うことはない。

### 特殊な形の承認
何らかの政治的事情や、法的な問題により、政府や国家としての承認は行わないが、その政府の資格を一定の形で承認することがある。第二次世界大戦では、イギリス政府はヴィシー政権を否認したものの、自由フランスの主席であるシャルル・ド・ゴールを「連合諸国の理念の防衛のために彼に合流する全ての自由なフランス人の主席」として承認し、フランス政府としての承認は行わなかった。その後、自由フランスは正式な政府としての承認をうけることはなく、連合国は自由フランスを母体の一つとして生まれたフランス共和国臨時政府を1944年10月23日に正式なフランス政府として承認している。また日本政府はスバス・チャンドラ・ボースによる自由インド仮政府樹立を支援したが、正式な政府としての承認は戦後になるまで行わないという方針をとっており、「政府を名乗る団体」としての承認しか行わなかった。
一方承認を行わない場合でも、デ・ファクト（事実上の）政府として、交渉などを行うことがある。

## 国家要件と承認の関連
国家として承認するには、まず「国家の要件（必要な条件）」が満たされている必要がある。まず「永続的住民」「明確な領域」「政府」という国家の3要件が満たされていないと、そもそも承認を検討する段階に達していないと判断されることになる。国際法的な判断としてはこれが最も大切である。
加えて、各国政府がある政府を承認するかどうか判断するにあたっては、様々な他の条件も加味して検討し、決定されることになる。「新国家が国家としての要件を満たしているかどうか」だけで国家の承認を判断するわけではなく、承認する側の国家の内政的事情によって承認が行われるかどうかが決められることが多い。

## 主権の発生と承認の関係
どの段階で国家が国際法上、主権を持つ主体になっているのか、ということに関しては2つの説がある。「確認（宣言）的効果説」と「創設的効果説」である。互いに対立する内容の説である。
1. 宣言的効果説（確認的効果説）（Declarative theory of statehood）
宣言的効果説（確認的効果説）は、「国家は、事実上、国家としての要件を満たした段階で、国際法上の主体として存在する」ことを前提とした上で、他国家による当該国家の承認は、そのことを確認する行為であると位置づける[5]。「新たに誕生した国家が国際法上の国家として認められるかどうかは承認する側が決めることではなく、新国家が国家としての要件を満たしているかどうかで客観的に決められるべきものである」というものであり、他国家が承認をしない（あるいは承認しない国家がある）ということをもって国際法上の主体であることを否定することにはならない、とするものである。つまり、ある国が3要件を満たしていたら、それで既に主権は発生しており、承認の有無に関係なく、承認する以前から主権は発生している、とするものである。
2. 創設的効果説（Constitutive theory of statehood）
創設的効果説は、「国家は、他国家から承認を受けることにより、初めて国際法上の主体として存在することになる」という考え方である[6]。この場合は、他のどこの国からも承認を受けていない新国家は国家ではないとされるが、現実には「一つでも承認している国があれば国際的に国家とみなされる」というほど単純ではなく、明確な区別ができるような基準でもない。

従来は、どちらかというと創設的効果説のほうが有力ではあったが、第二次世界大戦後に相次いで独立を達成した新興諸国は、宣言的効果説のほうを支持する傾向が強く、既に国際社会に新規参入した国の数のほうが既存の国の数をはるかに上回っており、現在では既に宣言的効果説のほうが有力になっている。

## 国家承認・政府承認の方法
国家承認・政府承認には、二種類の方法がある。いずれも先行して国際法上の主体として認められている国家からのアクションを要する。
1. 明示的承認：新国家からの国家成立の通告に対して書簡、祝電、条約などにより承認の意思を明示的に表明することをいう。
2. 黙示的承認：明示しなくても外交使節団の派遣・接受、認可状を伴う領事の派遣・接受、二国間条約締結などは相手を国際法主体として認めていることが前提の行為であり承認の意思が推定される。（外交特権を有しない通商代表部を設置することは承認行為とはみなされない）

通常、国家承認は明示的に行われる。しかし国家成立の経緯が複雑な場合などは黙示による承認になろう。
また通常の承認（法律上の承認）が行われる前に“事実上の承認”が行われることがある。新国家が「新国家が政情不安定である」「国際法遵守の意思や能力に疑問がある」など問題が有るが、それでも新国家と外交関係を設定する必要がある場合に暫定的に承認を行う。
事実上の承認はあくまで暫定のものであり、問題が解決されれば法律上の承認に移行され、解決できなければ承認の撤回が可能である（例：1948年アメリカがイスラエルに対し事実上の承認。その後法律上の承認を行う）。

## 国家の継続性
新国家・新政府が先行の国家を継承するかどうかは、政府承認と大きな関係がある。たとえば新国家が先行国家において締結した条約等の継承を拒否した場合は、第三国との係争が生じる可能性がある。ソビエト連邦のように旧国家が複数に分裂した場合は、一ヶ国のみが先行国家を継承する例が多い。ただしユーゴスラビアのように一国による継承が他国から承認されない場合もある。
ただし政府承認は継続性の認定においても、必ずしも絶対的なものではない。1917年コスタリカのフェデリコ・チノコ・グラナドスはクーデターを起こして政権を掌握した際に、イギリスはチノコの政府を承認しなかったが、チノコ政府はイギリスの企業や銀行に対して利権の譲渡を行っていた。1919年9月にチノコ政府は崩壊した。新政府はチノコ政府の決定を無効とし、利権の返還を求めたが、常設仲裁裁判所はチノコ政府が当時コスタリカの事実上の政府であったと認定し、利権の譲渡は正当なものであると判決を下した。